# اتاق سبز
اتاق سبز یا اتاق انتظار (به انگلیسی: Green Room) یک فیلم ترسناک مهیج و جنایی محصول ایالات متحدهٔ آمریکا است که توسط جرمی سالنی‌یر نوشته و کارگردانی شده‌است.
از جمله بازیگران این فیلم می‌توان به آنتون یلچین، ایموجن اشاره کرد

## خلاصه داستان
داستان دربارهٔ یک گروه موسیقی راک است که درگیر قتل یک شخص در هنگام خروج آن‌ها از محل اجرای نمایش می‌شوند….